# Ignaz Gridl

Ignaz Gridl (verkleidet in einem historischen Kostüm für den Makart-Festzug, 1879)

Fabrik Ig. Gridl an der Esterhazygasse in Wien

Werbung von Ig. Gridl mit dem Palmenhaus in Schönbrunn

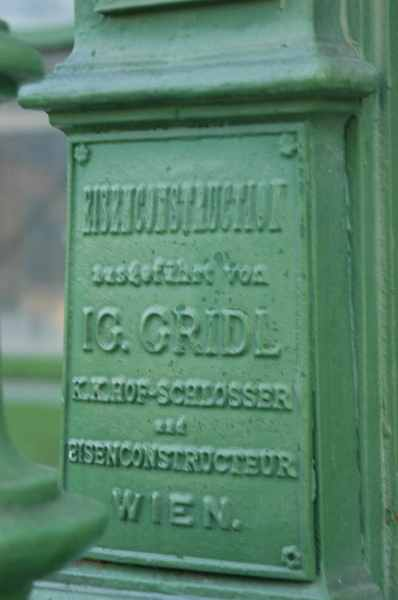
Zeichen von Ignaz Gridl am Schönbrunner Palmenhaus

Ignaz Gridl (* 31. Juli 1825; † 26. Juni 1890) war Kaiserlicher Rat, k.u.k. Hoflieferant (k. und k. Hofschlosser und Eisenconstructeur) während der österreich-ungarischen Doppelmonarchie. Er war Begründer der nach ihm benannten Stahlbaufirma Ig. Gridl, welche sein gleichnamiger Sohn bis zu dessen Tode 1933 weiter führte. Im Jahr 1934 wurde die Firma Ig. Gridl von Waagner-Biro übernommen.

## Firmengeschichte
Der gelernte Schlosser Ignaz Gridl gründete 1862 sein Unternehmen als erstes dieser Art in Österreich. In dieser Zeit verbreitete sich auch in Österreich der Einsatz von Stahlbau als technisches und architektonisches Bauelement.
Die ursprüngliche Betriebsstätte des Unternehmens befand sich in Wien-Mariahilf, Esterházygasse 4. Hier wurden Eisenkonstruktionen sowohl nach vorgelegtem Zeichnungen als auch auf Verlangen nach eigenen Entwürfen und Berechnungen ausgeführt. Diese Innovation innerhalb Wiens fand bald in Fachkreisen Anklang und durch die im Zuge der Wiener Stadterweiterung erfolgende Bautätigkeit erblühte das Unternehmen. Bald verlegte man den Betriebsort in die ausgedehnteren Werkstätten und Lagerräume in den V. Bezirk (Margareten), auf den Bacherplatz 3 und in die Siebenbrunnengasse 28.
Mit der Verwendung des Eisens für Brückenkonstruktionen wurde Gridl eines der ersten, besteingerichteten und leistungsfähigsten Unternehmen Österreichs auf diesem Gebiet.
Eine besondere Spezialität der Firma bildete der Bau eiserner Gewächshäuser für öffentliche Institute, hochgestellte Persönlichkeiten, Gartenliebhaber und Gärtnereien. Trotz scharfer ausländischer Konkurrenz gelang es im Jahre 1881, den Auftrag zum Bau des Palmenhauses im botanischen Garten von Schönbrunn bei Wien zu erhalten. 1887–1888 wurden die Gewächshäuser des Botanischen Gartens in Graz errichtet.
Die Zahl der Theaterbrandkatastrophen zwang zu einer weitgehenden Beseitigung des Holzes sowohl im Zuschauerraum als auch auf der Bühne, so dass die Firma auch auf diesem Gebiet innovativ bei der Schaffung von Eisenkonstruktionen für von Theatertechnik und -architektur wirkte. Eine glänzende Probe für deren Leistungsfähigkeit bot das neue k.k. Hofburgtheather in Wien, sowohl hinsichtlich der Eisenkonstruktion für Zuschauerraum und Ventilation, als auch der Bühneneinrichtung und der -maschinerien. Dasselbe galt für das Volkstheater und das Kaiser-Jubiläumstheater in Wien, sowie das Lustspieltheater Vígszínház in Budapest und zahlreiche andere neu ausgeführte Schauspiel- und Opernhäuser, wie zum Beispiel die Grazer Oper, die Wiener Volksoper, das Nationaltheater in Christiania (heute: Oslo), das Opernhaus Odessa oder das Kroatische Nationaltheater in Zagreb.
Die bauliche Entwicklung Wiens mit ihren Monumentalbauten boten der Firma Gelegenheit einer weiteren erfolgreichen Etablierung. Von den Eisenkonstruktionen, alle nach eigenen Entwürfen und Berechnungen ausgeführt, seien erwähnt: die k.k. Universitäts-Sternwarte mit den Drehkuppeln, das Musikvereinsgebäude, Dächer und Türme für das neue Rathaus (Decken, Dächer, Kuppeln, Oberlichten, u. v. a.) für die beiden Hofmuseen (Naturhistorisches und Kunsthistorisches Museum), für den Justizpalast und dem Reichsratsgebäude, für die k.k. Universität (in dieser auch die konstruktive Einrichtung der Bibliotheksäle), für das k.k. Hoftheater-Kulissendepot, für die k.k. Hoftheater selbst, für das k.k. Jagdschloss zu Lainz, für den Neubau der k.k. Hofburg, für die Wiener Stadtbahn und die städtischen Gaswerke. Ferner seien genannt Konstruktionen für Geschäftshäuser einiger Kreditinstitute, wie den Wiener Giro- und Kassen-Verein, die K.k. privilegierte Allgemeine Verkehrsbank, die Bodencreditanstalt u. a., für Markthallen, Warenhäuser und viele Prachtbauten privater effektuierter Arbeiten.
Auch an Lieferungen für Kriegszwecke war das Etablissement maßgeblich beteiligt und genoss mit dem Bau von bombensicheren Decken und Unterständen, Konstruktionen für befestigte Plätze, Konstruktionen für Schießversuche, großen eisernen Pontons, Scheibenständern und dergleichen ein hohes Ansehen in militärischen Kreisen.
Auch in der österreichischen Provinz und im Ausland, namentlich in den Balkanländern, waren die Leistungen der Firma geschätzt, nachdem eine große Anzahl von Bauten für öffentliche und Fabrikszwecke, darunter Kasernen, Strafhäuser, Bahnhofshallen, Bahnsteigdächer, Maschinenhäuser, Rathäuser, Kirchen, Schulen und Theater, sowie Gebäude für Geldinstitute und Private mit Konstruktionen für die verschiedenartigsten Zwecke versehen wurden, und verdiente namentlich die Kolonnaden im Kurort Marienbad in Böhmen sowohl in dekorativer wie in konstruktiver Richtung als ein hervorragendes Bauwerk angeführt zu werden. Das Unternehmen war in der späten zweiten Hälfte des 19. Jahrhunderts an mehreren Großprojekten des Brücken- und Eisenbahnbaus beteiligt war. Darunter befanden sich unter anderem die Brückenbauwerke für die Lokalbahn Schwechat–Mannersdorf und die Lokalbahn Bisenz–Gaya (beide im Jahre 1883) sowie der Makartsteg über die Salzach in Salzburg und die Donaubrücke bei Stein-Mauthern. Die Kremser Eisenbahnbrücke über die Donau bei Krems-Stein wurde im Jahre 1889 errichtet, eine von zahlreichen von kleinen und größeren Straßenbrücken die von Ig. Gridl in dieser Epoche erbaut wurden.
Für diese Verdienste erhielt Ignaz Gridl den k.u.k. Hoflieferantentitel. Seine Fabrik nannte sich nun k.u.k. Hof-Eisenconstructions-Werkstätte, Brückenbau-Anstalt und Schlosserei.            Ignaz Gridl sen. verstarb im Jahr 1890 und wurde in einem Ehrengrab auf dem Wiener Zentralfriedhof, Gruppe 2, Gruft 1 beigesetzt. Seine Witwe und seine drei Söhne führten den Betrieb fort.

## Ignaz Gridl junior
Ignaz Gridl junior (* 24. Dezember 1867; † 13. Oktober 1933) war Sohn und Nachfolger von Ignaz Gridl sen. Er selbst war Ingenieur und führte die Geschäfte seines Vaters erfolgreich weiter. In seiner Zeit wurden die Wiener Gasometer errichtet.
Das Etablissement, das um 1900 außer dem Beamtenpersonal 500 bis 600 Mitarbeiter beschäftigte, umfasste ein Firmenareal von 14.400 Quadratmetern, auf dem sich das Maschinen- und Kesselhaus, die Schmiede, Richterei, Schlosserei, die große Halle für den Brückenbau, die Dreherei und Maschinenschlosserei, Magazine und Gebäude des technischen und administrativen Dienstes erheben. Elektrisch beleuchtet, und für den elektrischen Betrieb eingerichtet, war die Fabrik mit den neuesten und besten Maschinen, mit Dampfhämmern, Kaltsägen, Pressen usw., welche die größte Kraftentfaltung zugelassen haben, ausgestattet, um den, sowohl hinsichtlich Qualität als auch Lieferzeit, hohen Anforderungen gerecht zu werden.
Am Bau der Neuen Alpenbahnen der k.k. Staatsbahnen war Gridl durch die Lieferung und Montage von Brückentragwerken, z. B. für die Tauernbahn, beteiligt. Auch eiserne Aussichtswarten, wie z. B. die Matraswarte am Schöpfl wurden von dem Unternehmen konstruiert und errichtet. Nach dem Ersten Weltkrieg wurden mit weiteren technologischen Entwicklungen wie Stromversorgung und den Rundfunk ab 1920 Strommaste für Fernlinien und ab 1925 Sendemaste für die RAVAG (Radio Wien) gebaut. Im selben Jahr arbeitete man am Neubau der Steyregger Donaubrücke der Österreichischen Bundesbahnen. 1933, kurz vor dem Ende der Firma, wurde einer der beiden Sendemasten des Senders Bisamberg von Ignaz Gridl jun. errichtet und die Fundamente und Gegengewichte der Masten berechnet. Bei vielen Aufträgen in der Zwischenkriegszeit erfolgte die Aufteilung der Baulose paritätisch an Gridl und den Konkurrenten Waagner-Biró.

## Übernahme Waagner-Biró
Ein Jahr nach dem Tod von Ignaz Gridl jun. erwarb 1934 der Konkurrent Waagner-Biró die Firma Ig. Gridl und fusionierte sie. Einer der Söhne des Hauses wurde dafür Vorstandsmitglied im Unternehmen.

## Galerie

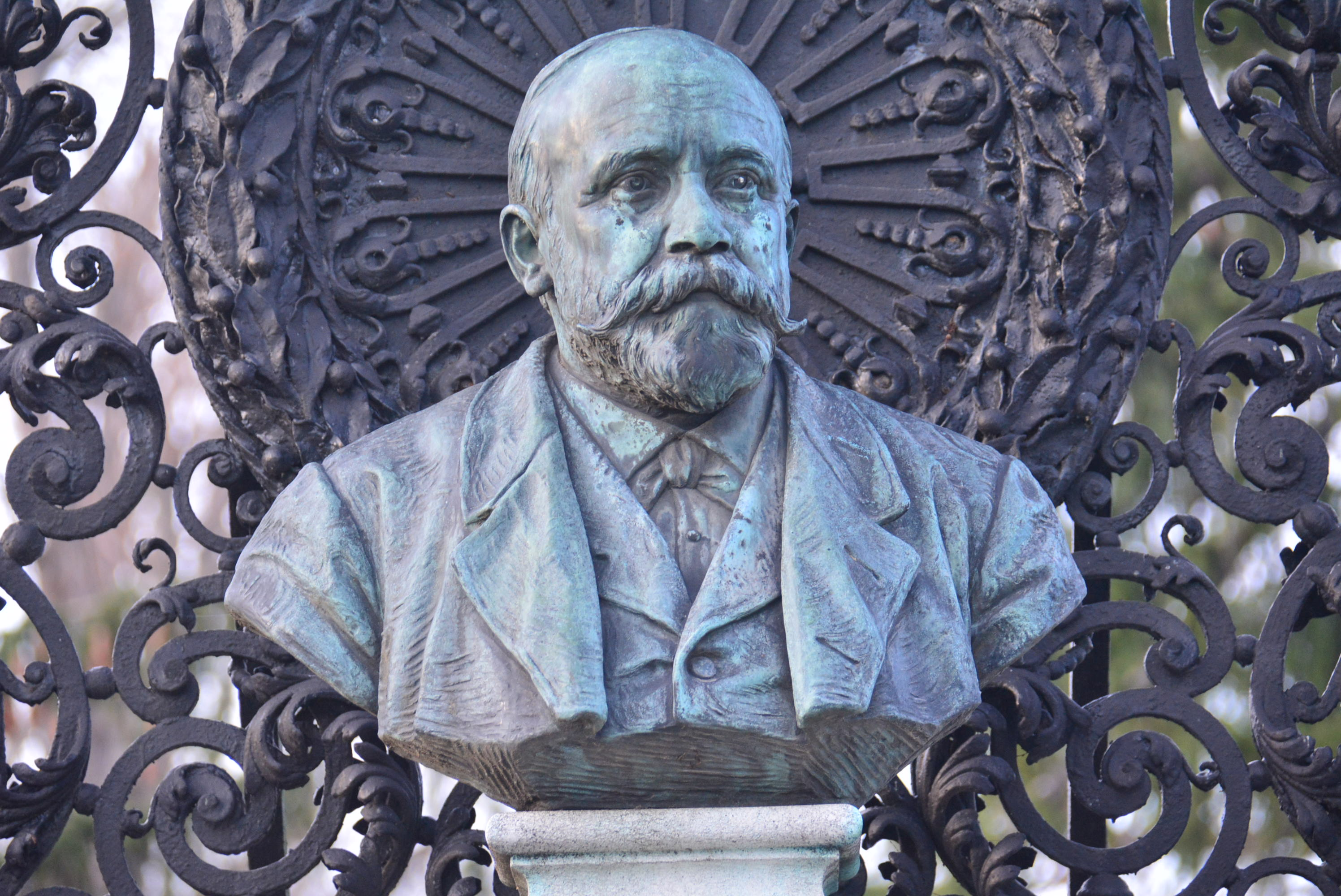
Stahlguss-Büste von Ignaz Gridl sen. auf dessen Ehrengrab am Wiener Zentralfriedhof
Ansicht der Fabrik von Ig. Gridl um 1900
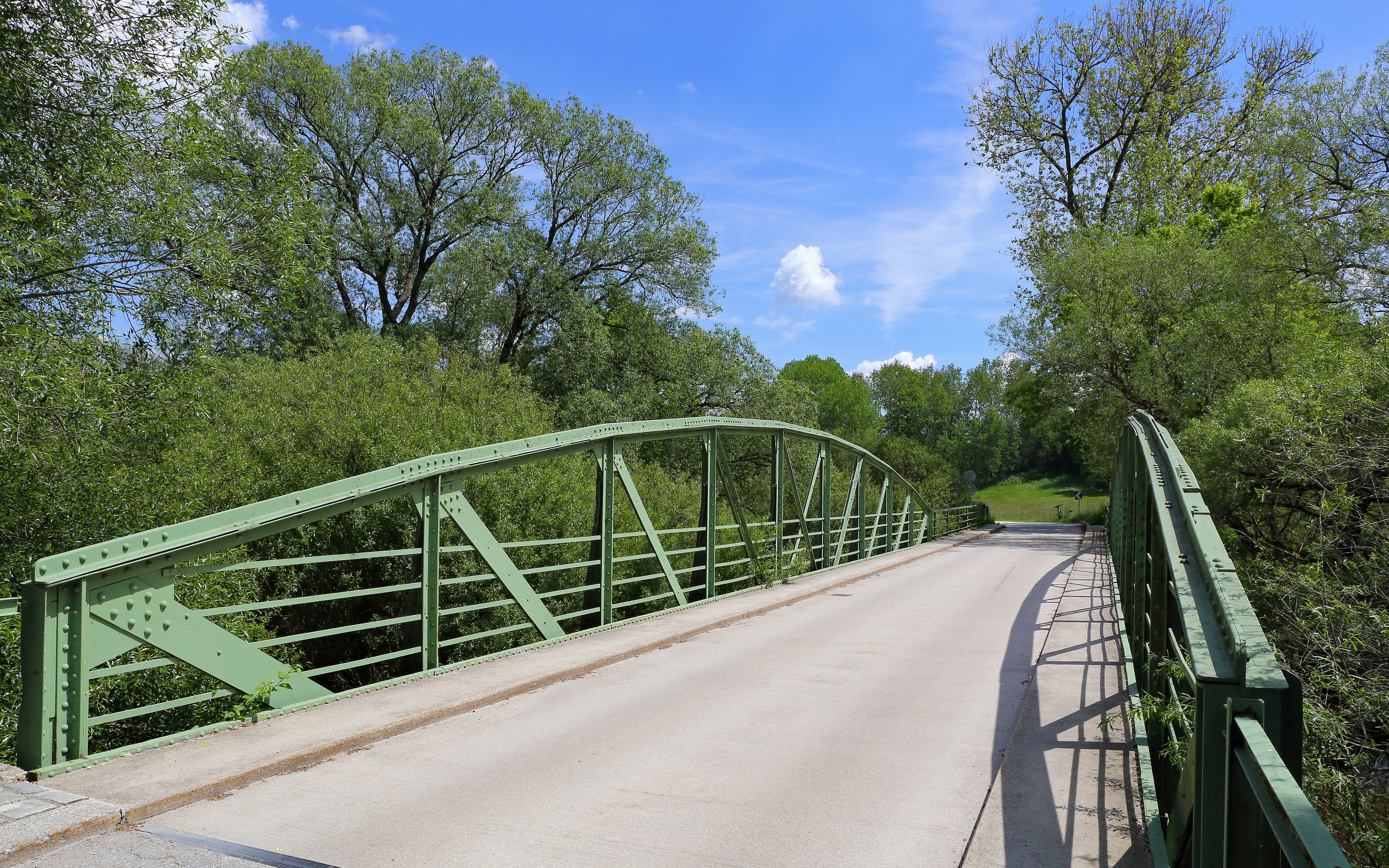
Straßenbrücke über die Lainsitz bei Breitensee bei Gmünd
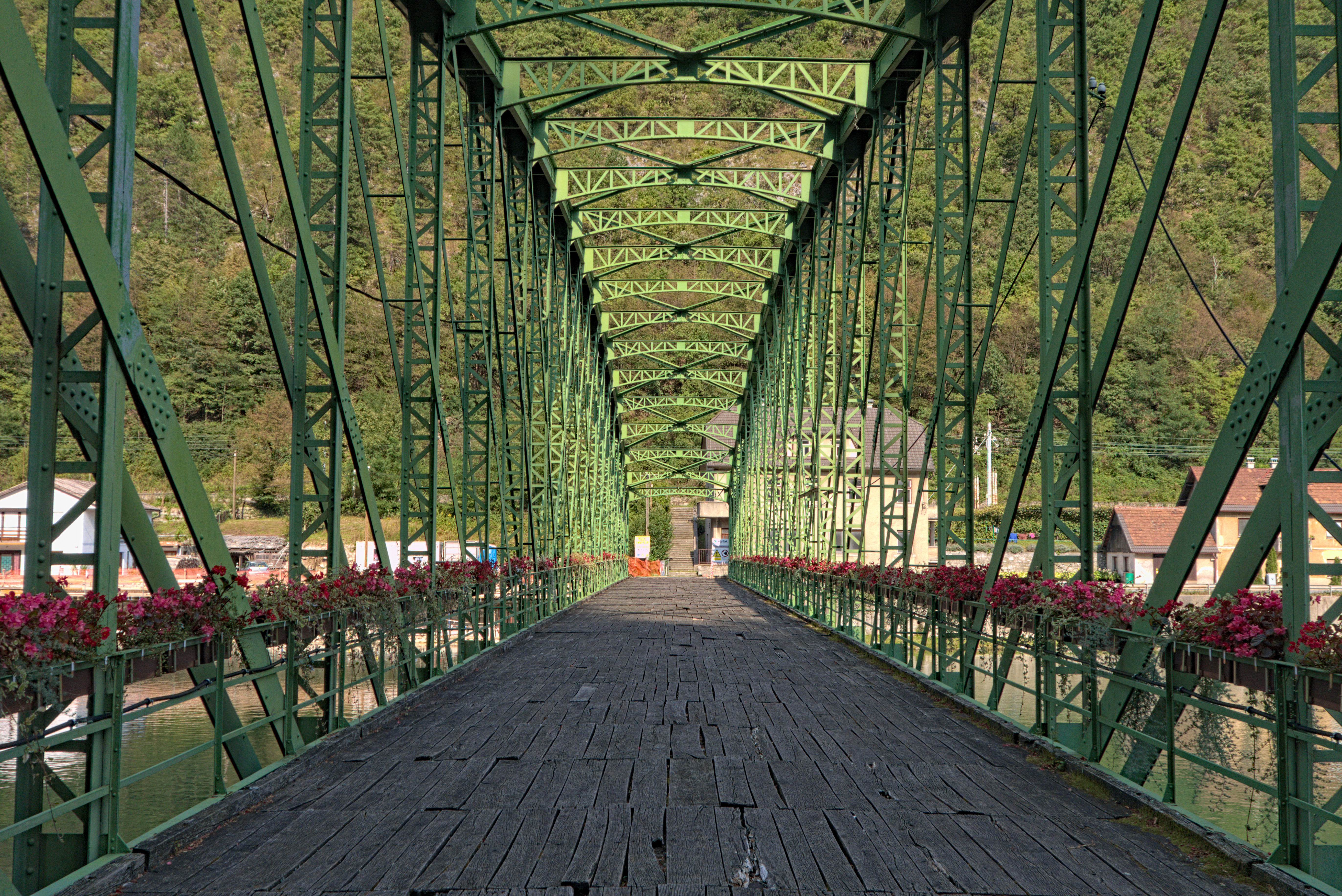
Fußgängerbrücke über die Save bei Radeče in Slowenien, 1894 erbaut
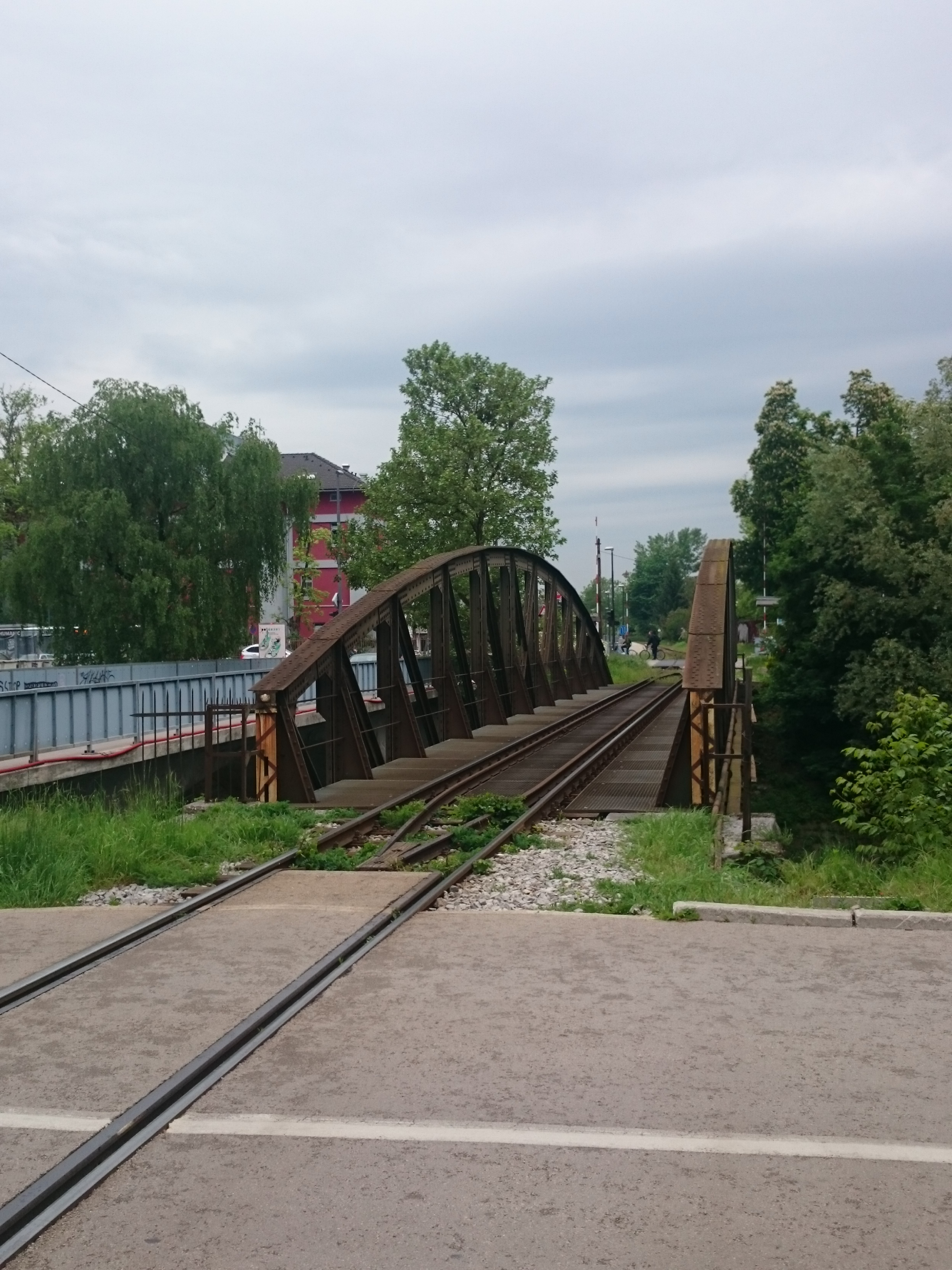
Eisenbahnbrücke in Laibach
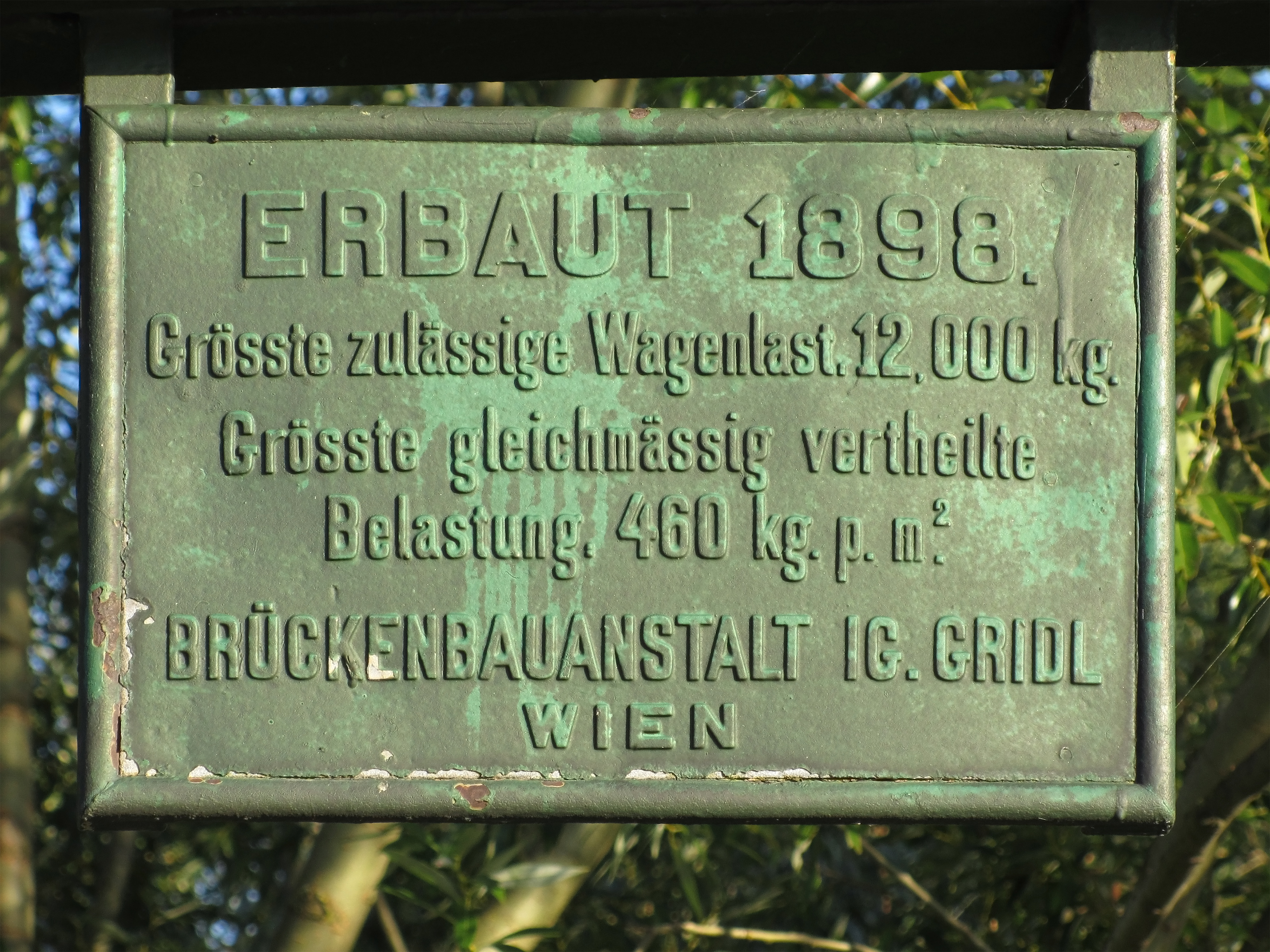
Fabrikschild einer Straßenbrücke über die Traisen in Traisen
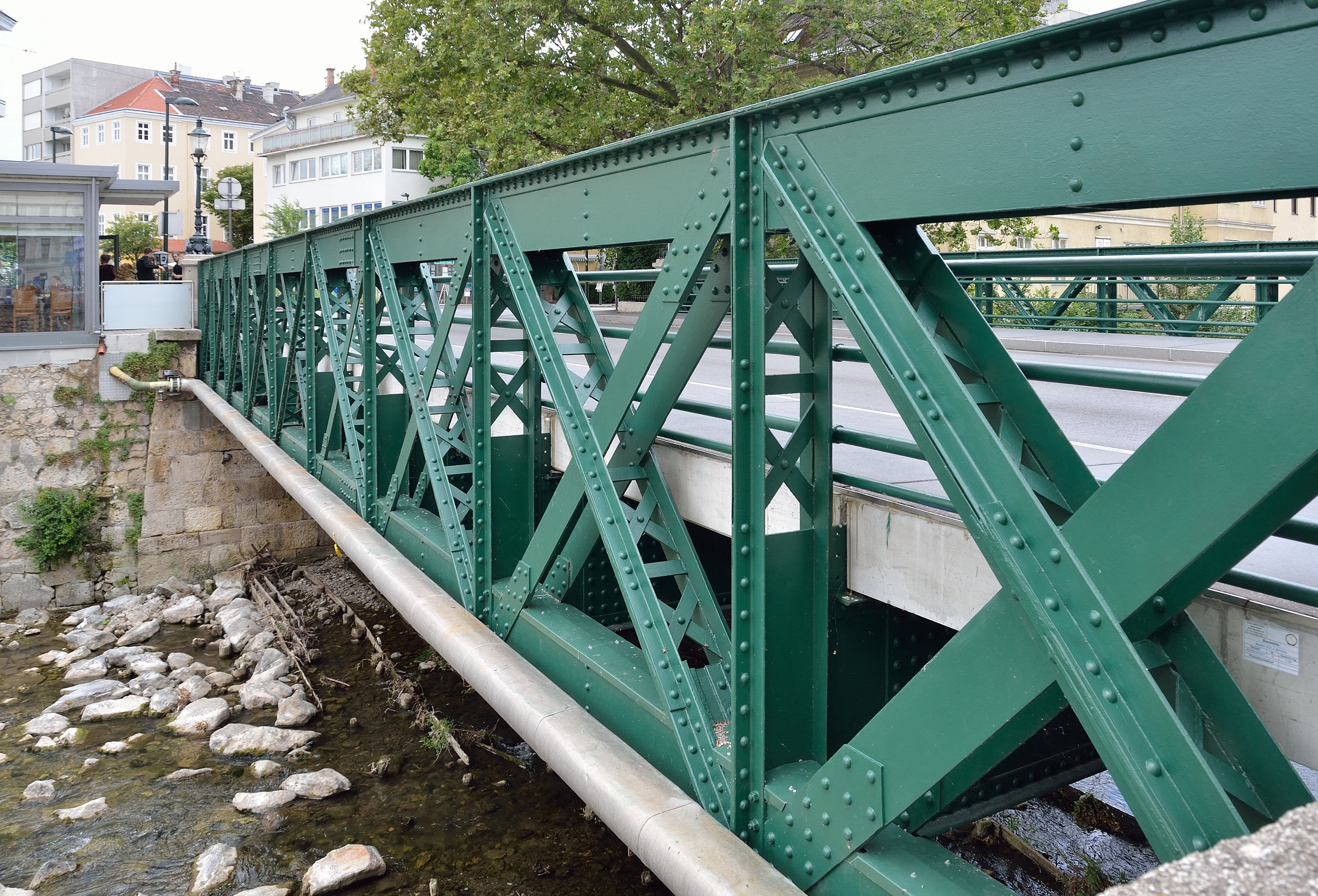
Stahlfachwerk der Kaiser Franz Joseph-Brücke in Baden bei Wien
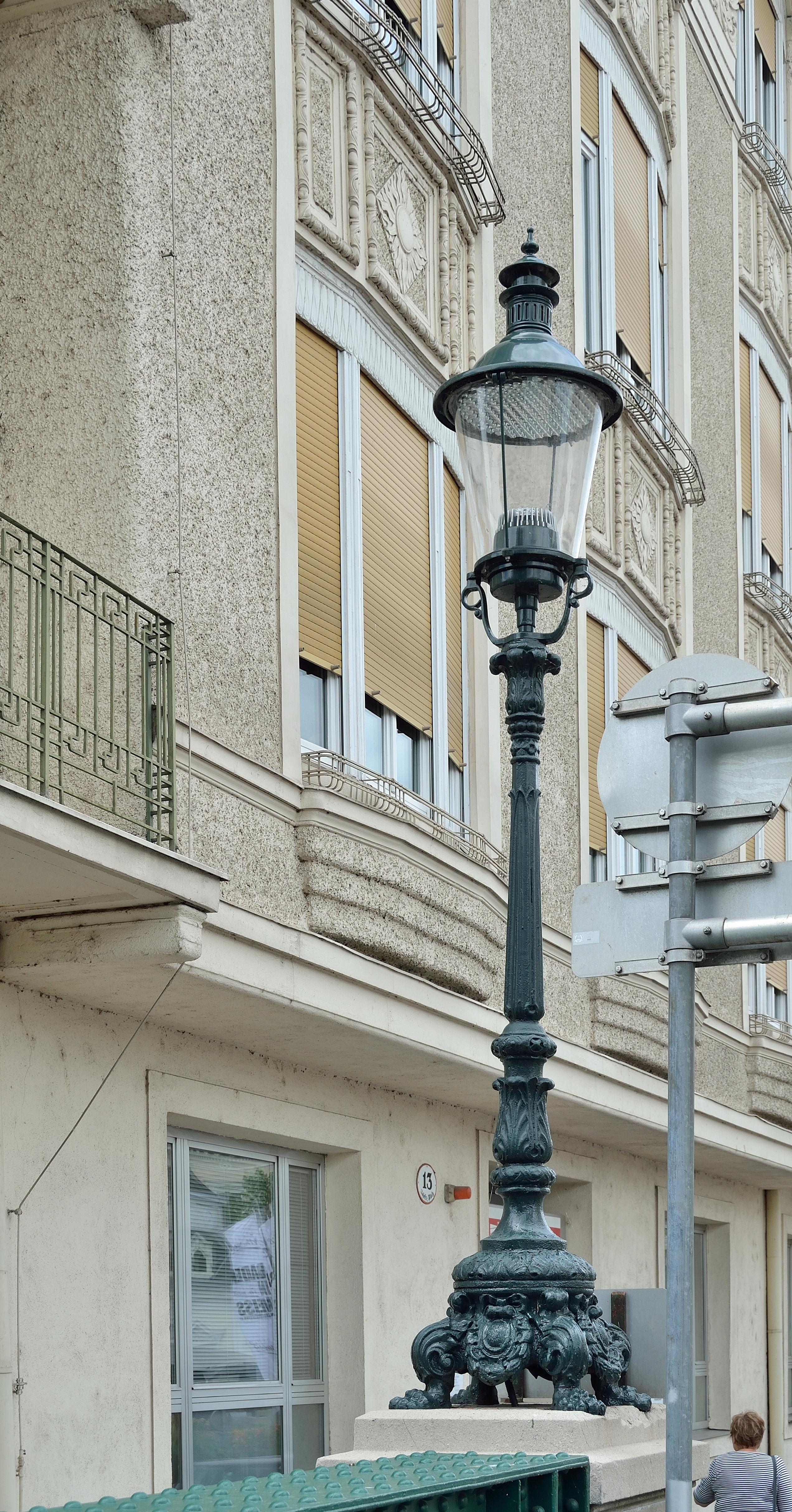
Gusseiserne Laterne auf der Brücke in Baden bei Wien
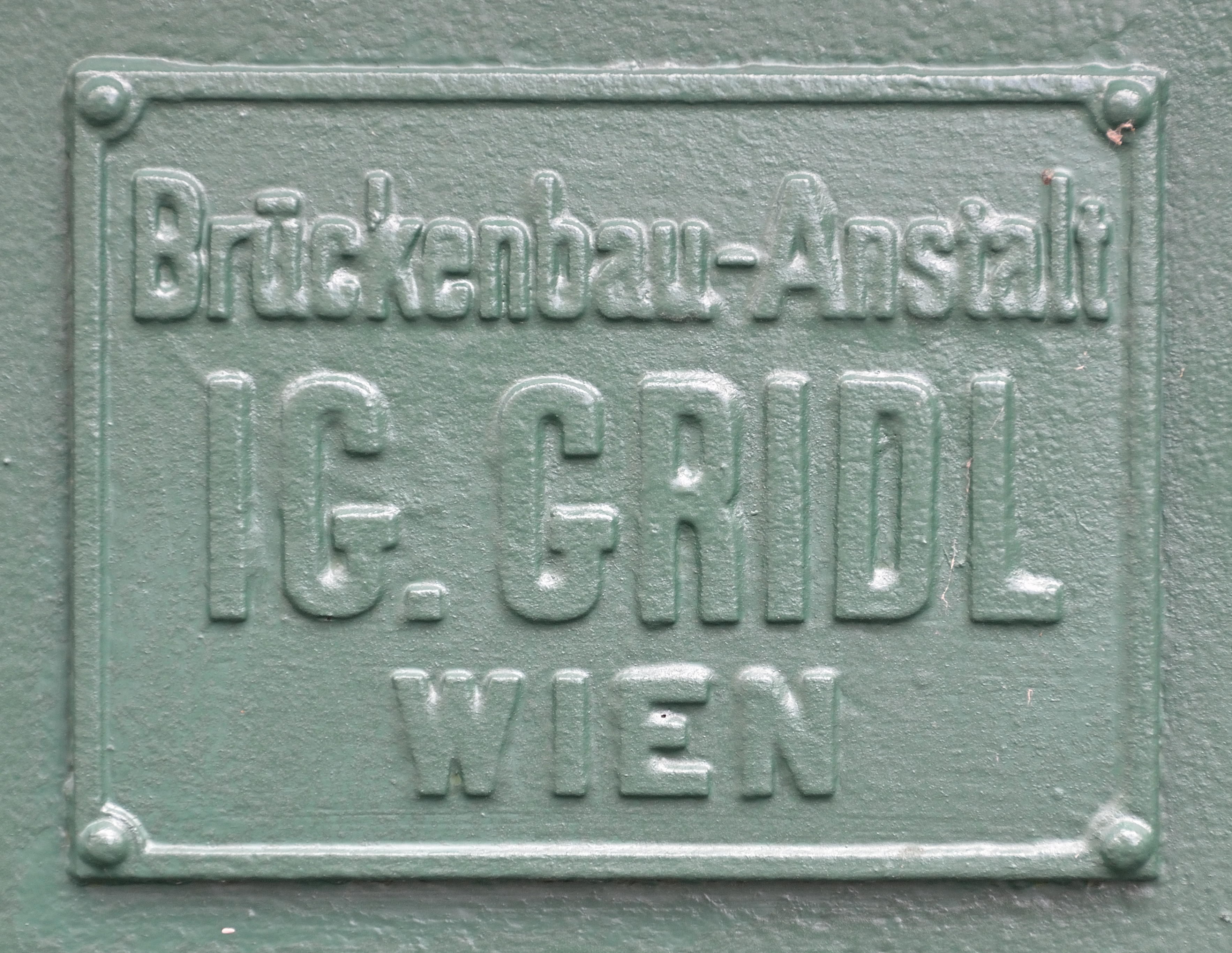
Firmenschild von Ig. Gridl
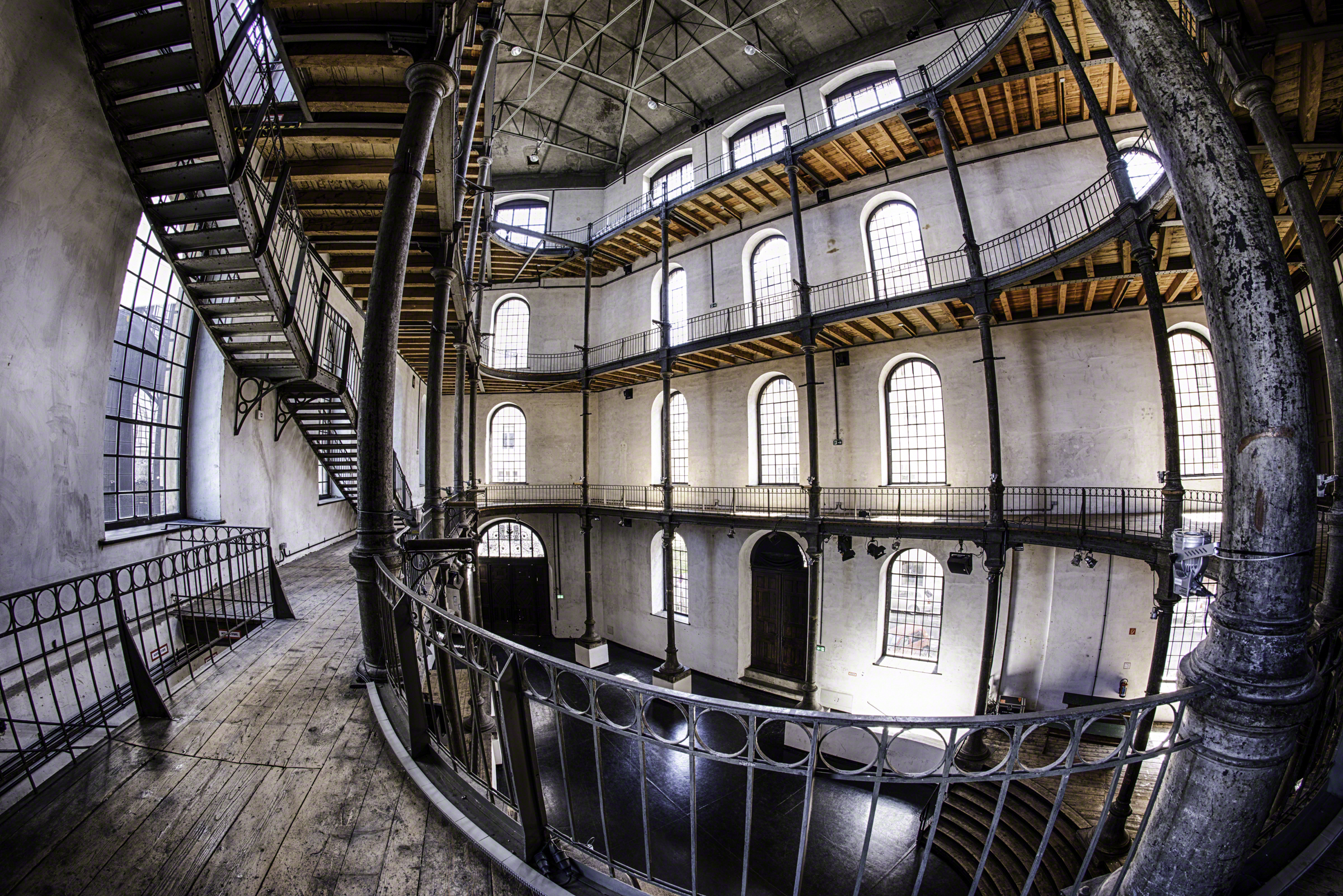
Semper-Depot in Wien
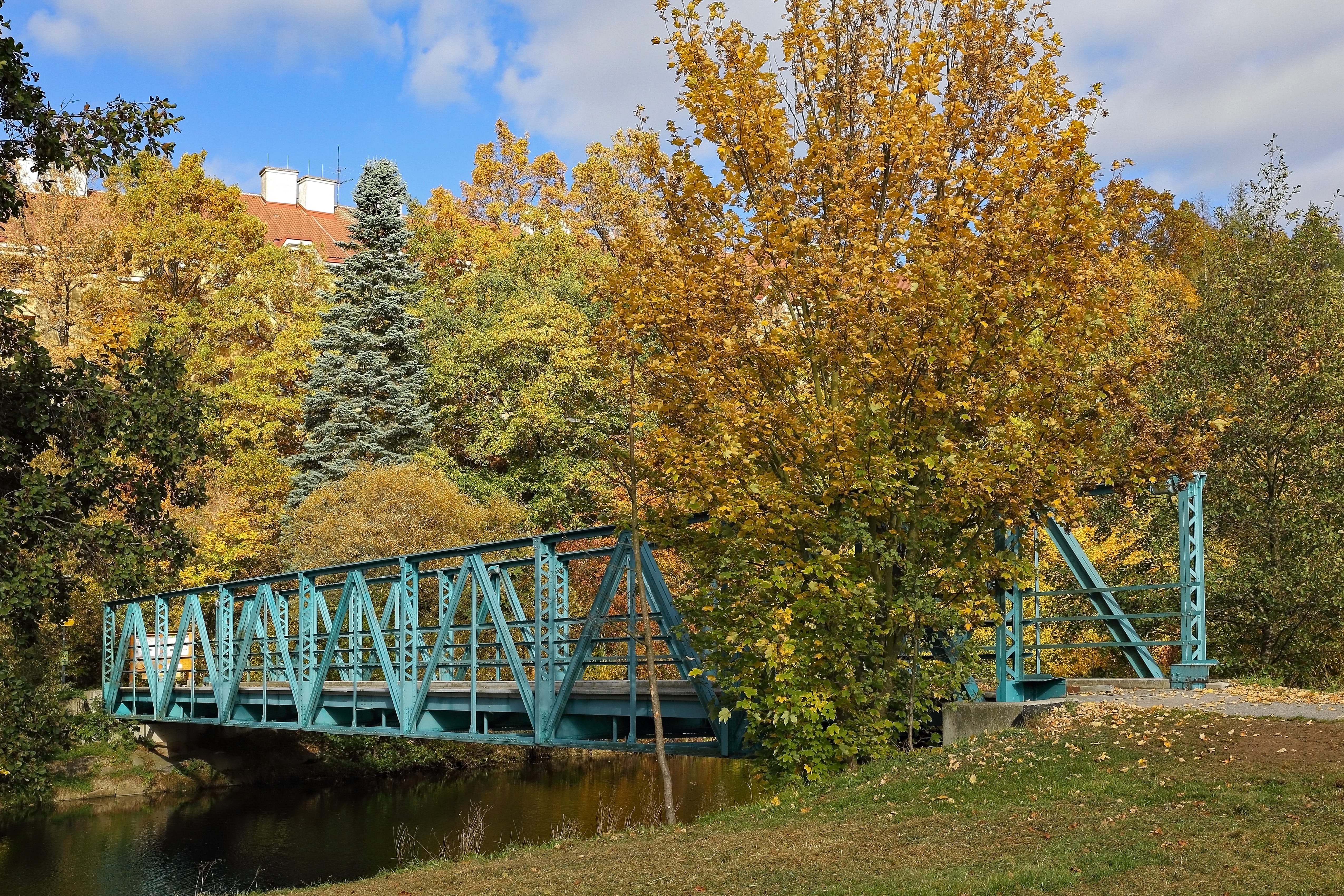
Fußgängerbrücke in Waidhofen an der Thaya
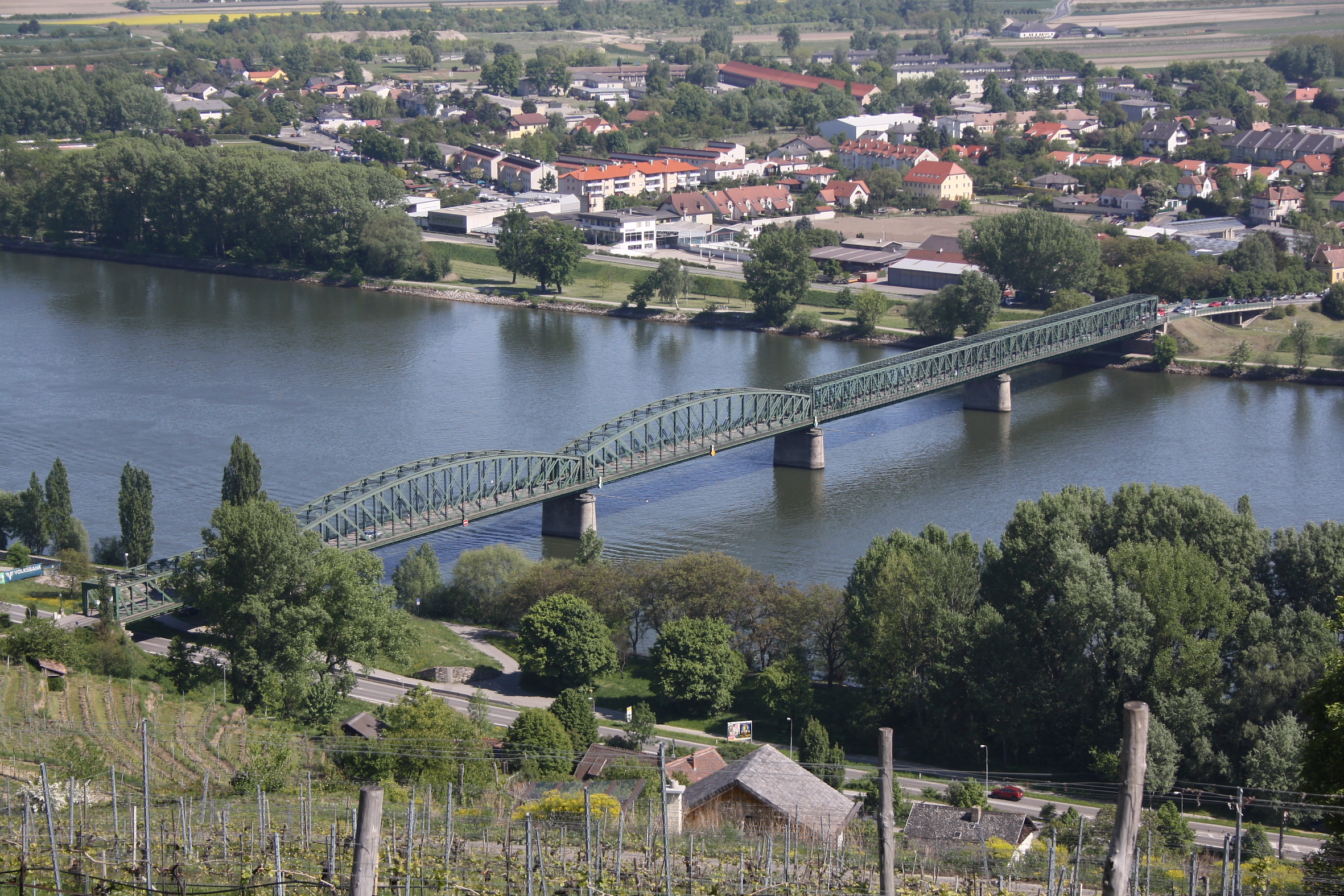
An der Donaubrücke von Mautern war Ig. Gridl ebenfalls beteiligt
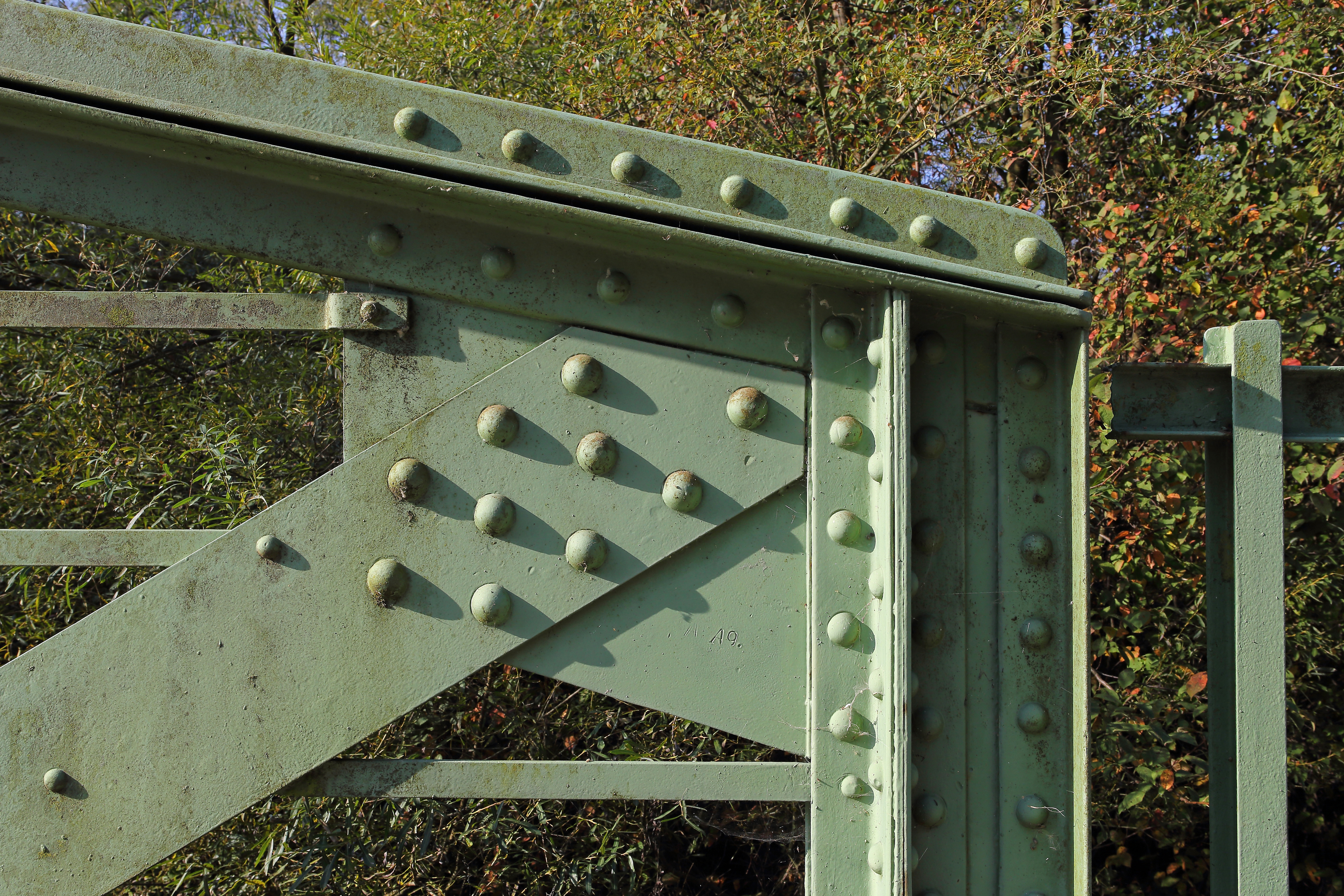
Detail der Nietverbindungen einer von Gridl errichteten Brücke
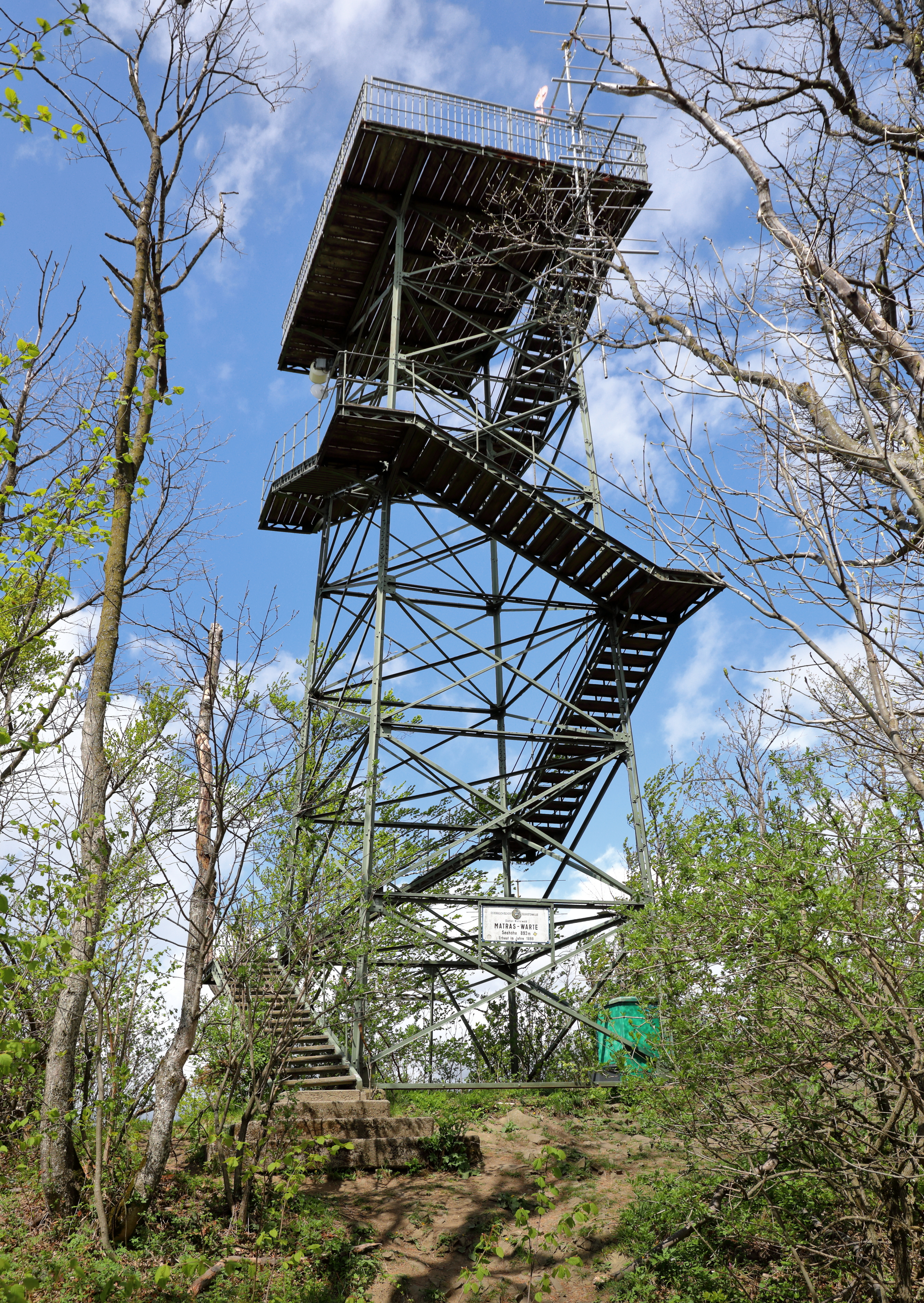
Die 1898 errichtete Matraswarte am Schöpfl im Wienerwald
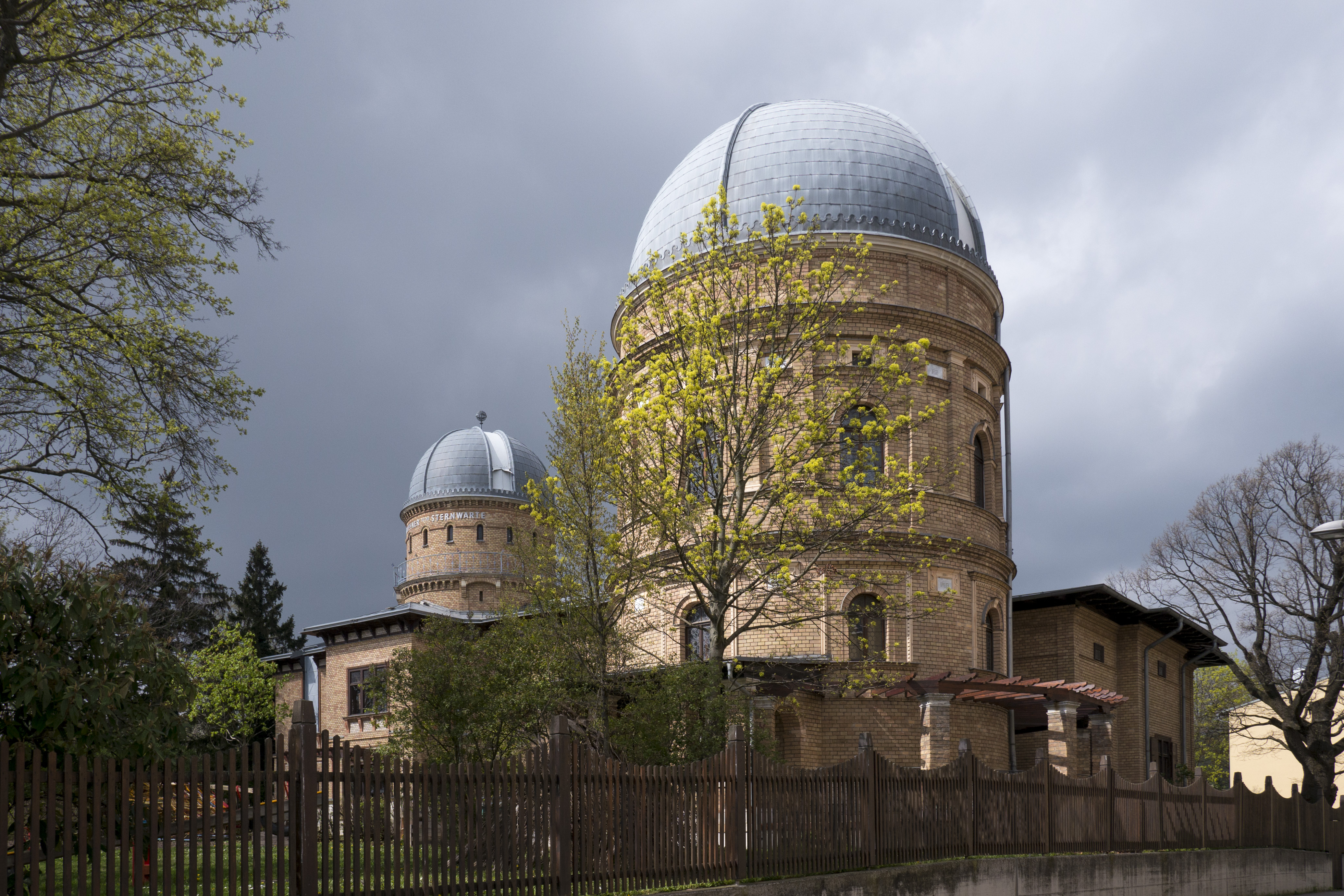
Kuppeln der Kuffner-Sternwarte in Wien Ottakring
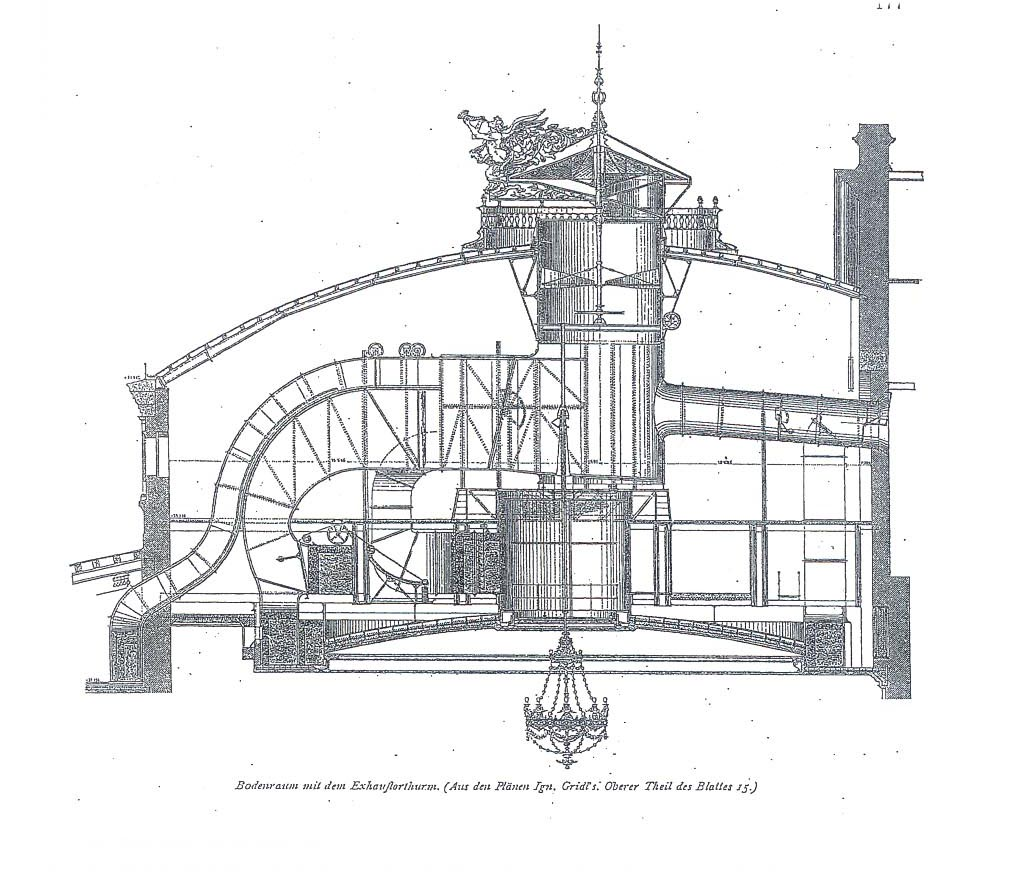
Plan des von Gridl konstruierten Belüftungssystems des Wiener Burgtheaters
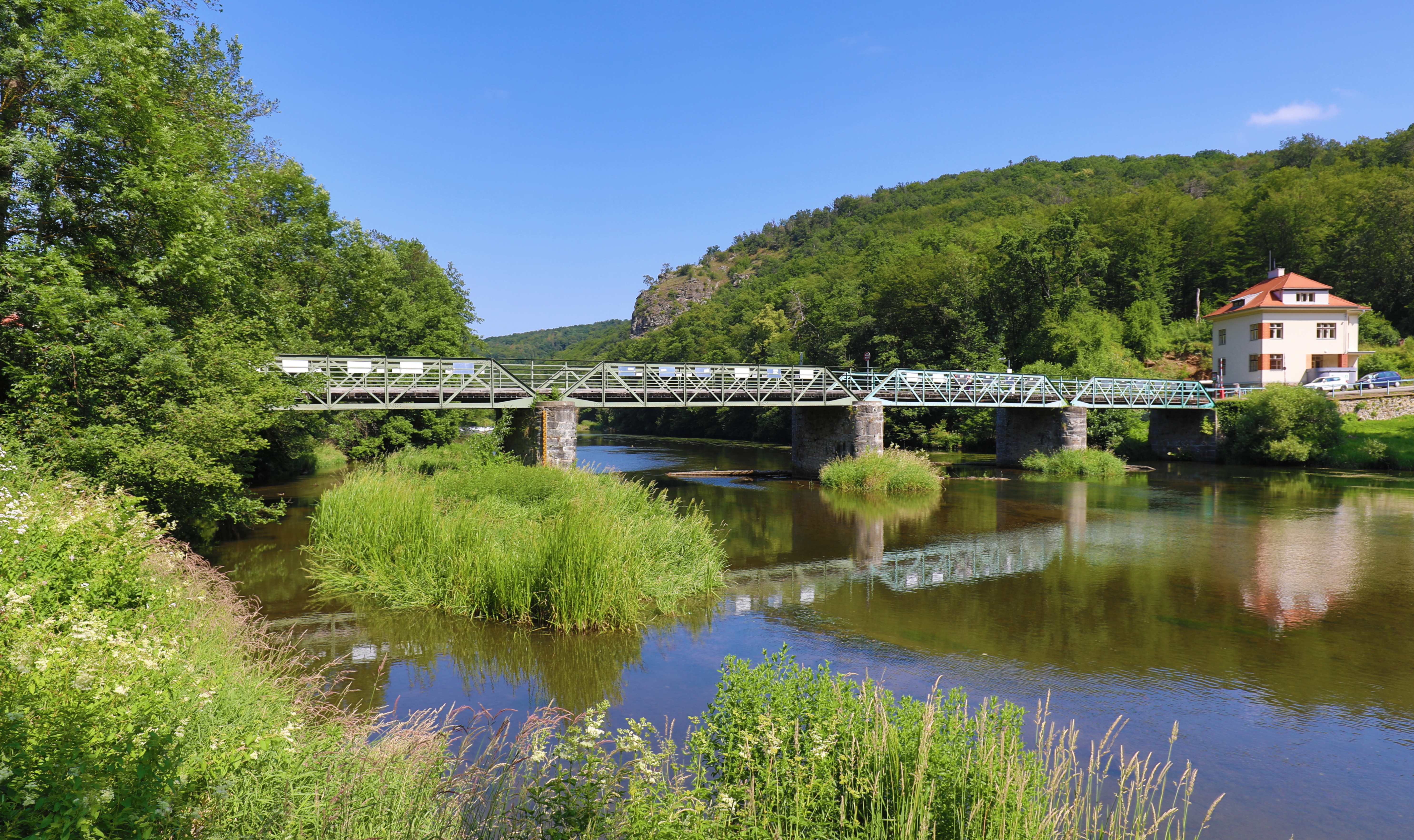
Thayabrücke in Hardegg
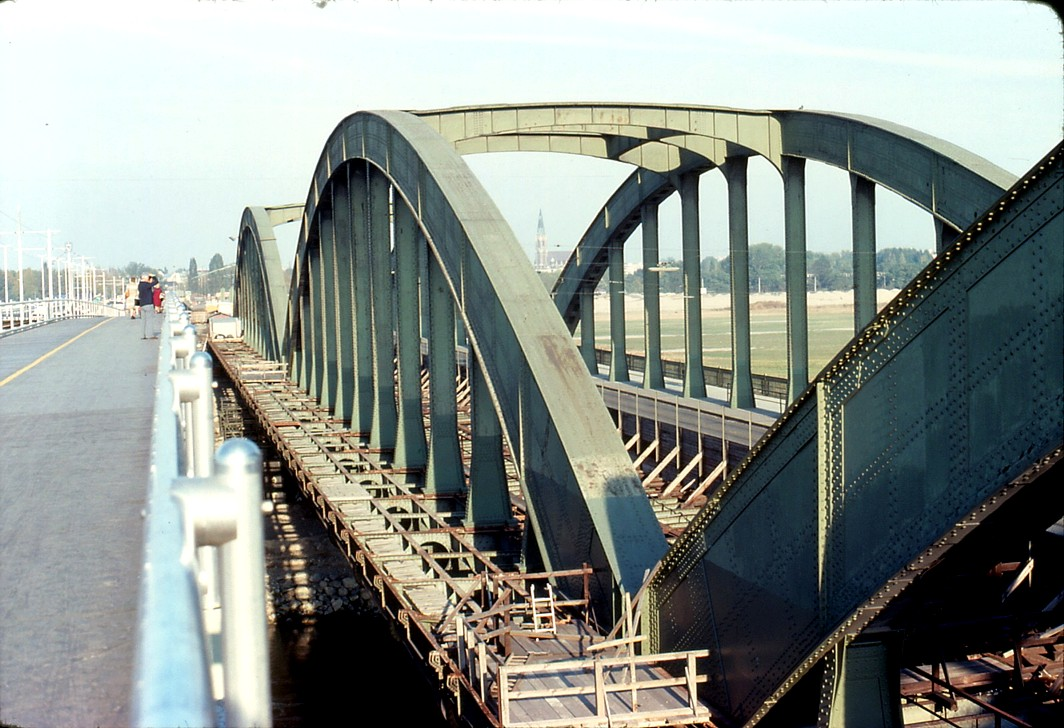
Alte Floridsdorfer Brücke in Wien von 1927
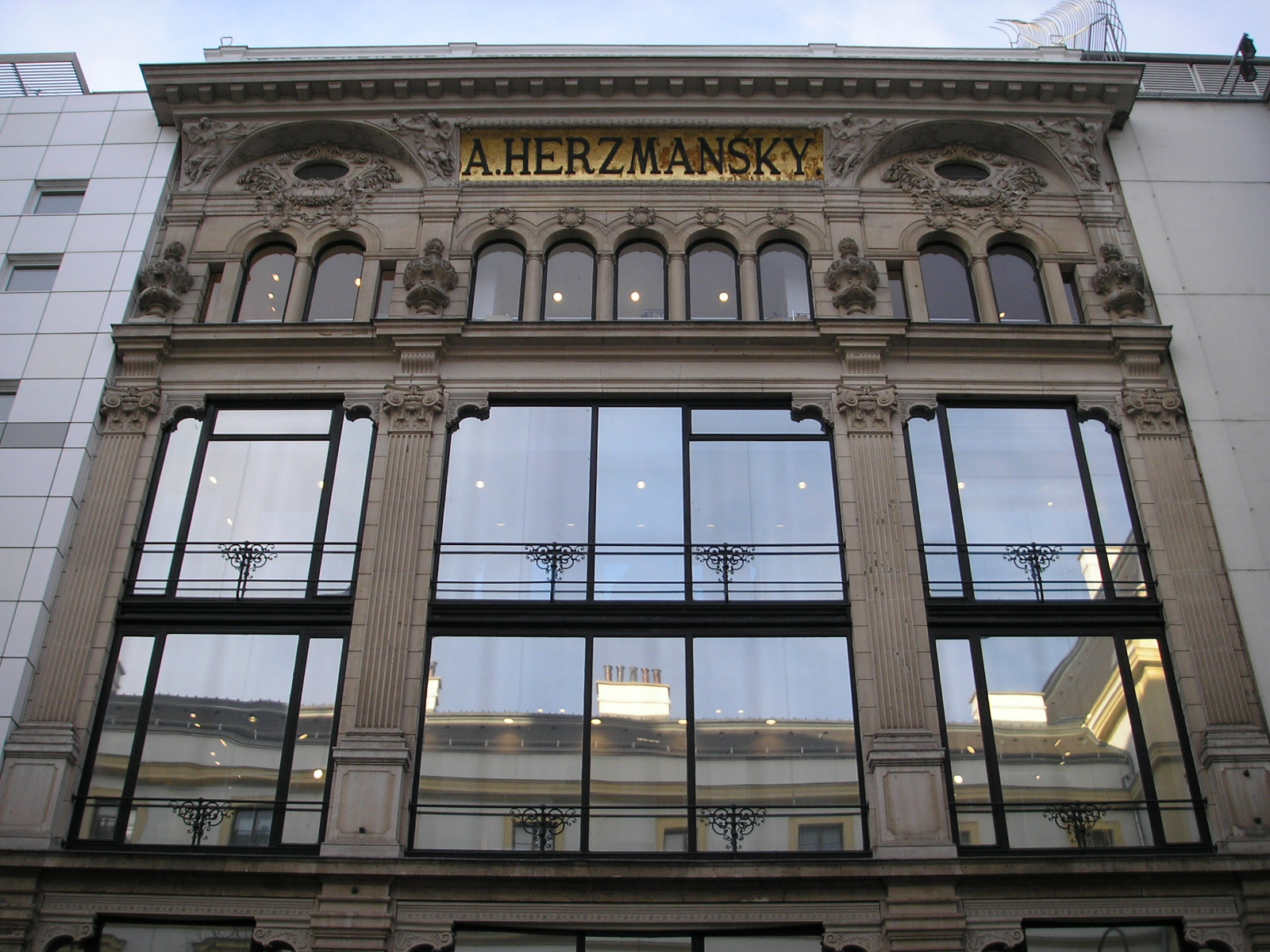
Auch im Gebäude des ehemaligen Warenhauses Herzmansky in Wien findet man Stahlkonstruktionen von Ig. Gridl
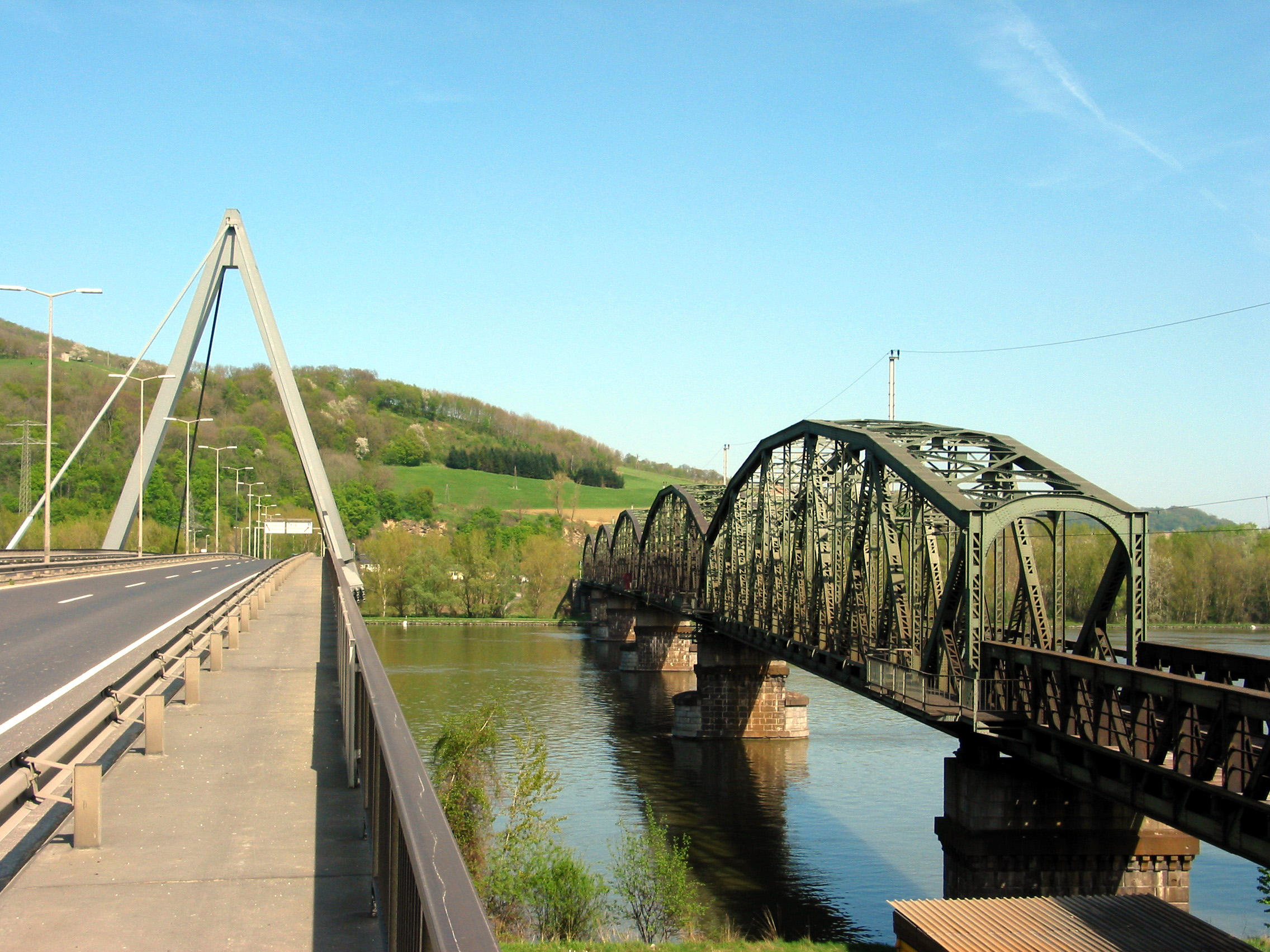
Donaubrücke bei Steyregg von 1925